# Anton Fokin
Anton Viktorovich Fokin (Tashkent, 13 novembre 1982) è un ginnasta uzbeko vincitore della medaglia di bronzo nelle parallele a Pechino 2008.

## Palmarès
- Giochi olimpici estivi

Pechino 2008: bronzo nelle parallele.
- Campionati mondiali di ginnastica artistica

2007 - Stoccarda: bronzo nelle parallele.